# 腾讯
腾讯控股有限公司，简称腾讯公司，通称腾讯，是中国一家跨国企业控股公司。1998年11月由马化腾、张志东、陈一丹、许晨晔、曾李青5位创始人共同创立，總部位於深圳南山区騰訊濱海大廈。腾讯业务拓展至社交、金融、投資、资讯、工具和平台等不同领域，其子公司专门从事各种全球互联网相关服务和产品、娱乐、人工智能和技术。目前，腾讯拥有中国大陸使用人数最多的社交软件腾讯QQ和微信，以及最大的网络游戏社区騰訊遊戲。在電子書領域 ，旗下有閱文集團，運營有QQ閱讀和微信讀書等。
腾讯於2004年6月16日在香港交易所挂牌上市，于2016年9月5日首次成为亚洲市值最高的上市公司，并于2017年11月21日成为亚洲首家市值突破5000亿美元的公司。2017年，腾讯首次跻身《财富》杂志世界500强排行榜，以228.7亿美元的营收位居478位。2021年騰訊因財付通業務，也受到了國家金融機構的監管風暴影響，一度被重罰股價大跌，直到2023年整頓完成後才重回世界十大。
2025年1月，美国国防部认定腾讯涉嫌与中国人民解放军存在联系，被列入中国军事公司黑名单，导致腾讯美股下跌7.8%。腾讯董事长马化腾声明称，将与美国防部进行讨论，必要时采取法律诉讼手段。
香港財經界把阿里巴巴、騰訊、美團點評、小米四隻中國大陸科技股的英文名稱首個字母，合稱「ATMX」股份。

## 历史

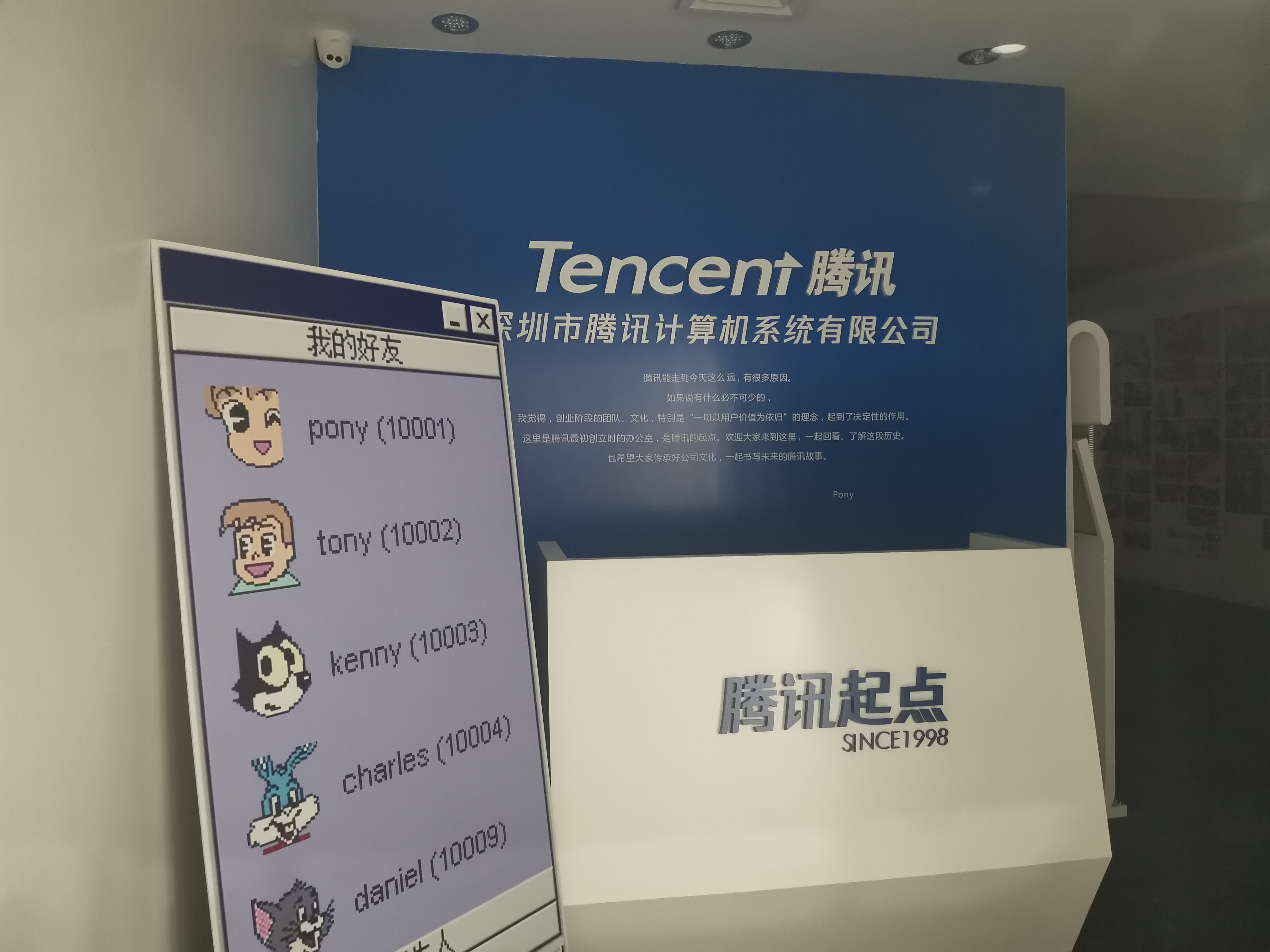
腾讯第一代办公地点展場，位于深圳福田华强北赛格科技园二栋403

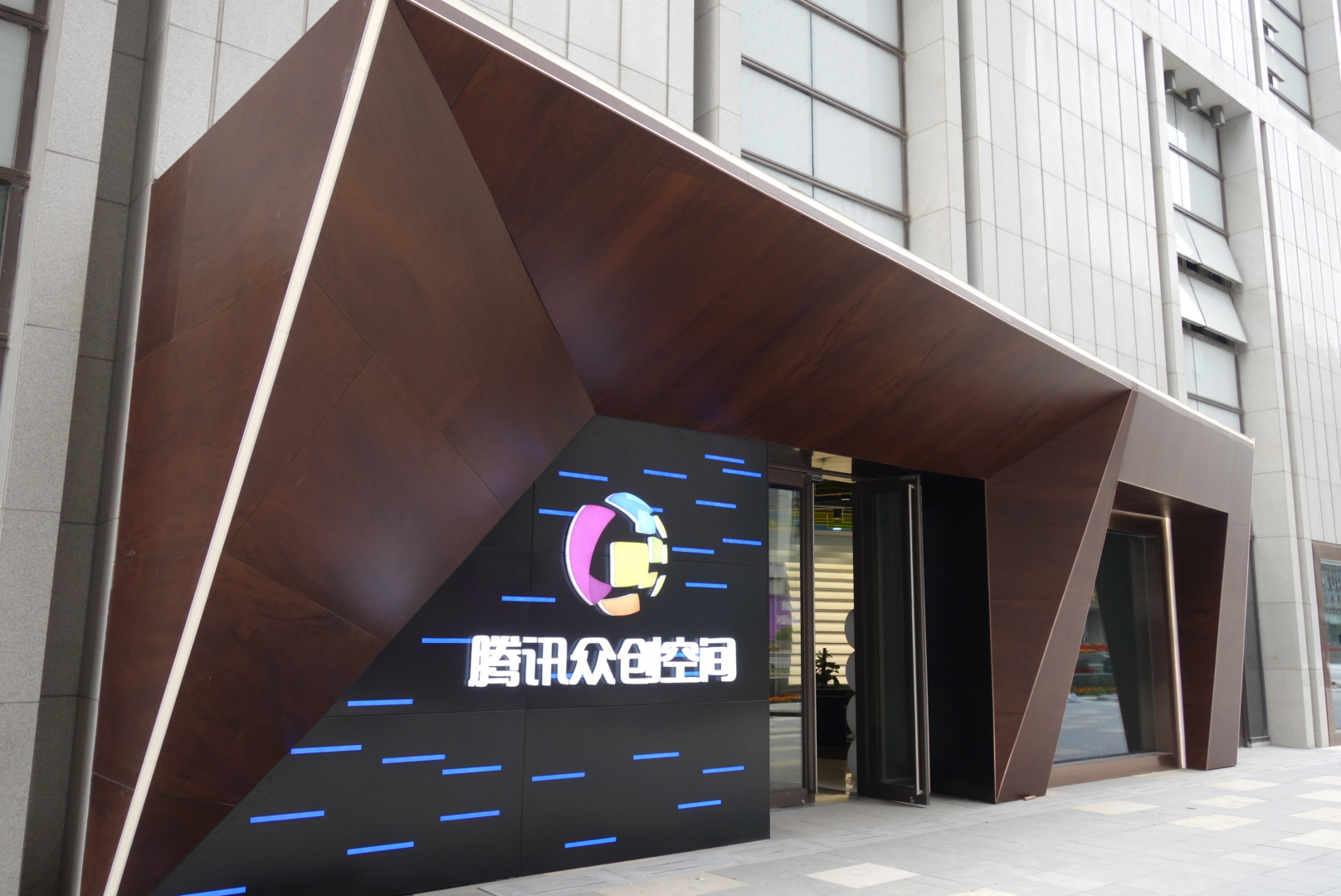
腾讯在天津自贸区设立的众创空间

### 上市前
馬化騰于1984年隨家人從海南移居深圳，14年後的1998年11月，他和其他四位聯合創始人一起創立腾讯。次年2月，即时通讯软件「OICQ」诞生。OICQ原本是利用中国电信深圳分公司的资金和服务器资源开发，并提供给中国电信使用，后腾讯发现此软件的潜力，通过与中国电信的交涉后收回此软件的使用权。
马化腾原计划是提供一项通过寻呼机访问信息的互联网服务，并将此服务作为产品销售给其它公司。但其前雇主润迅通信以及TOM.COM对此产品不感兴趣。其盈利的重要渠道之一是销售OICQ号。这时美国在线对这家公司发出律师信称其产品名字与旗下产品ICQ类似。其后腾讯将OICQ改称QQ。此时，国际数据集团(IDG)和李泽楷的盈科数码分别向腾讯投资220万美元，各占腾讯20%股份，马化腾及其团队只持股60%。2001年6月，科技股泡沫破裂，香港盈科以1260万美元的价格将其所持腾讯控股20%的股权悉数出售给米拉德国际控股集团公司（MIH）。MIH还从IDG手中收购了腾讯控股13%的股份。
- 2002年3月，腾讯QQ注册用户数突破1亿大关[11]。此时，进军中文社区的MSN Messenger对其构成威胁。腾讯借用类似韩国社交网络Cyworld的运作模式，销售虚拟物品如人物形象服装、背景等，此产品后来成为其重要的收入来源。针对其对手MSN，腾讯QQ在系统界面乃至网站VI等对其模仿。腾讯QQ也曾开设专卖店销售QQ系列实体产品如服装、钱包等，但后来经营不善退出。[12]
- 2002年6月，腾讯控股其他主要创始人又将自己持有的13.5%的股份出让给MIH，腾讯的股权结构由此变为创业者占46.3%、MIH占46.5%、IDG占7.2%。[13]
- 2003年8月，腾讯推出QQ游戏，并以其VIP服务收取用户费用。
- 2003年8月，腾讯创业团队将IDG所持剩余股权悉数购回，并从MIH手中回购少量股权，经过股权结构的重新调整，最终完成了上市前MIH与创业团队分别持股50%的股权结构。[13]
- 2004年6月16日，在香港联合交易所主板正式掛牌。[12]

### 2005年到2010年
上市后，腾讯开始其一系列的收购行动。
- 2005年3月16日，腾讯收购Foxmail。[14]
- 2010年4月12日，騰訊斥資23.28億元入股Digital Sky Technologies（DST），持有DST的10.26％經濟權益及0.51％總投票權[15]；同年以3億美元（約19億元人民幣）入股東歐互聯網公司Mail.ru集團近8%股權，藉以進軍俄語及東歐的互聯網市場。2010年8月24日，騰訊斥資0.6億美元收購Discuz開發商北京康盛創想公司。
- 2011年5月17日腾讯出資8440萬美元（約人民幣5億4900萬元）收購藝龍旅行網16%股權，成為藝龍第二大股東。
- 2007年，腾讯开始涉足大型网络游戏，并占有了一定的市场份额。所代理的穿越火线和地下城与勇士是其代表作品。
- 2008年6月10日起，騰訊獲納入恆生指數成份股（藍籌股）。[16]
- 2010年3月，腾讯QQ同时在线用户突破1亿，腾讯QQ拥有了中国大陆即时通讯市场不可撼动的地位。[17]
- 但此时腾讯与奇虎公司之间的市场冲突，却引发“3Q大战”[18]。由于两者在各自主导领域的市场占有率极高，两者的争斗导致中国大陆数以亿计的用户受影响，事后腾讯及奇虎均受到市场及政府的批评，多年来腾讯复制其它公司运营模式所带来的积怨也一同爆发。[12]
- 2010年4月，騰訊投得南山科技園T204-0072土地地上權，以興建新總部大樓，即今天的騰訊濱海大廈。

### 2011年
相较短期的“3Q大战”（虽然此后双方公司仍有冲突），腾讯在更大层面上受到中国其他复制他人经验的公司的挑战。此前，SNS方面，模仿facebook的开心网、人人网已经对其社交市场构成威胁；其后，模仿Twitter的新浪微博以新的即时交流形式挑战其即时通讯市场的霸主地位。2011年，腾讯开始推广其“腾讯社区开放平台”产品，号称对第三方开发程序接口甚至通讯协议以吸引第三方合作者加入开发。
- 2011年10月20日，騰訊斥資1億美元（約7.8億港元），入股內地社交網站开心网；10月22日騰訊斥資2.48億港元，每股作價0.4港元，入股香港上市的文化中國8％的股權；11月16日騰訊斥資1.3億人民幣，每股作價25人民幣，入股深圳上市的顺网科技（526万股）3.98％的股權；11月16日騰訊加碼10億美元（77.64億港元）投資騰訊電貿整合拍拍、QQ商城、易迅、移動電貿、生活服務、數字發行業務等騰訊電貿旗下業務，其他電貿投資如F團、高朋網等，均未有注入騰訊電貿內。

此外，其对互联网以外的公司也有一定动作。
- 2011年5月10日腾讯出資4億5000萬元人民幣入股華誼兄弟4.6％股權，成為第四大股東。
- 2011年7月6日騰訊控股入股金山軟件15.68％權益，總代價約8.92億元。

### 2012年
- 2012年4月6日，腾讯入股韓國即時通訊軟件KakaoTalk約13.84％股份，作價5億港元（约合4.032亿人民幣，743亿韩元）；6月19日腾讯收購美國遊戲開發商Epic Games少數股權；7月19日腾讯入股財新傳媒19.77％股權，作價約5647.6萬元人民幣；12月7日由F团和高朋合资成立的網羅天下公司（GroupNet）将统一公司的品牌名为高朋网，放棄F團和QQ團購品牌，新公司股权比例为：腾讯占到30％，Groupon占到超过10％，联想投资占到将近10％，剩余40%左右股份为管理层持有；3月14日腾讯第四季度财报中披露，其已投资俄罗斯信箱服务商Mail.Ru集團7.8％股權。

### 2013年
- 2013年1月，騰訊以6千萬元全資收購了甲級測繪資質公司科菱航睿空間信息技術有限公司。
- 2013年7月24日，騰訊遊戲與EA達成戰略合作，獲中國大陸EA SPORTS《FIFA Online 3》代理權，預計即將在2013年第四季度提供測試；9月9日腾讯與迪士尼媒體（Disney Media Distribution），發行合作，為「好萊塢影院」（Hollywood VIP）會員提供迪士尼電影和動畫片，該網絡視頻服務現已涵蓋逾1500部電影；
- 2013年7月29日騰訊與戴維斯諮詢公司（英语：Davis Selected Advisers）和倫納德·格林夥伴公司（英语：Leonard Green & Partners）合組的財團ASAC II LP投資集團以23.4億美元從維旺迪購入動視暴雪1.72億股，佔後者24.9%的股份。
- 2013年9月16日騰訊透過旗下全資子公司THL A21 Limited，斥资4.48億美元向搜狐收購搜狗36.5％的非投票B類新股及可投票的B類優先股，而日後持股可能會增至40％。同時將搜搜業務，輸入法業務注入到搜狗公司。[19]2013年12月10日，騰訊向打車軟件嘀嘀打車注資1億美元。這是繼今年4月騰訊注資後的第二輪巨額投入；
- 2013年12月15日騰訊首次投資於國內獨立第三方財富管理公司好買財富。2013年，南非MIH集团持有腾讯33.93%的股权，马化腾持股 10.22%，不及MIH的三分之一。然而南非MIH集团一开始就放弃了所持股份的投票权，因此腾讯公司的具体经营管理主要还是由馬化騰和几位联合创始人来负责。

### 2014年
- 2014年1月15日，騰訊將以15億港元入股華南城（1668）成為策略股東，合共認購6.8億股華南城新股，佔華南城擴大後已發行股本約9.9％。認購價為每股2.2元，騰訊可於交易完成後兩年內，以每股3.5元增持華南城新股，令騰訊佔華南城擴大後股本約13％。
- 2014年2月12日，騰訊全資擁有附屬Huai River與開曼群島大眾點評網、其附屬公司及其他獨立第三方訂立購股協議，並根據購股協議認購大眾點評網的新發行股份約20％，但未有公佈作價。
- 2014年2月17日，騰訊與美國財經科技網站《商業內幕》（Business Insider）簽署合作協議，騰訊將成為《商業內幕》在大中華區（包含中國大陸、香港、澳門和台灣）的獨家內容合作夥伴，並將獨家享有其內容的中文版版權。
- 2014年2月17日，騰訊、博裕、元禾三家機構投資5億元人民幣，入股总部位于苏州的同程網，早在2012年，騰訊已獲同程網5％的股份，是次三家機構投資5億元，共擁有同程網50％股份，同程網創業團隊仍擁有50％的控股權。
- 2014年3月10日，騰訊控股，通過全資擁有附屬公司以2.147億美元＋QQ網購＋C2C拍拍網＋少量易迅股權（據估算約10％）向京東商城認購351,678,637股普通股，佔上市前在外流通京東商城普通股的15％，根據公告，第一部分股權交易完成后，騰訊數碼、騰訊電商、易迅物流及騰訊廣州都將屬於京東。認購相關數目的京東普通股，佔上市後在外流通的京東商城普通股的5％。[20]
- 2014年3月21日，騰訊以1.8億美元（約14.04億港元），收購中國房地產服務企業易居（中國）控股旗下樂居控股全面攤薄後15％的樂居股份。
- 2014年3月27日，騰訊以5億美元（39億港元），入股韓國上市公司CJ E&M旗下遊戲公司CJ Games的28％股權，進軍南韓手遊市場。交易完成後，騰訊將成為CJ Games的第三大股東，CJ E&M高級顧問房俊爀、CJ E&M則為第一及第二大股東，分別持有CJ Games全面攤薄後35.88％和35.86％股份。未來CJ Games將與姊姐遊戲發行部門Netmarble合併，改名為CJ Netmarble。
- 2014年5月6日，騰訊產業投資基金以每股15.04元（人民幣，下同），總代價11.73億元（約14.6億港元）向四維圖新（002405.SZ）大股東中國四維收購四維圖新7800萬股無限售條件流通股，佔公司總股本11.28％。轉讓完成後，騰訊將持股11.28％，中國四維將持股12.58％。2014年6月27日，騰訊斥資7.36億美元（約57.4億港元），入股在紐交所掛牌的58同城，交易完成後騰訊將擁有58同城共19.9％權益，以及投票權益15.2％。[21]
- 2014年8月29日，萬達集團、百度、騰訊宣布共同出資在香港注冊成立萬達電子商務公司，全力發展O2O電商商務模式。三家公司對萬達電商的首期投資額高達50億人民幣，其中萬達持股70％，騰訊和百度各持股15％。
- 2014年9月2日，医疗健康互联网公司丁香园宣布获得腾讯战略投资，投资规模为7000万美元。
- 2014年9月12日，由中國人保資產管理股份有限公司、騰訊、麥盛資產管理有限公司三方共同發起設立的深圳市人保騰訊麥盛能源投資基金企業，戰略出資100億元入股中國石化銷售有限公司，占銷售公司本次增資完成後2.8％的股權。
- 2014年10月9日，騰訊控股全資子公司THL E Limited（下簡稱“THL”）。10月3日斥資約230萬美元，以37.3美元（每ADS）的價格買入58同城616,621股ADS（美國存托憑證），合1,2333,242股A類普通股。交易完成后，騰訊實益擁有58同城25.3％的股份，擁有16.02％的投票權。
- 2014年10月13日，騰訊控股牽頭財團以超過1億美元注資內地互聯網醫療平台「掛號網」（guahao.com）。2014年11月，騰訊以20.40億港元（約等於人民幣16.16億元）。入股中信資本控股有限公司23％股權。
- 2014年12月12日，中國銀監會批准深圳前海微衆銀行開業[22]

### 2015年
- 2015年1月9日，騰訊將以1.5億美元入股易车網（BITA）A新發行普通股。交易完成後，騰訊將持有3.3％股權，此外，易車旗下專注汽車金融互聯網平臺的子公司易鑫資本，將獲騰訊1.5億美元的現金投資認購新發行A類優先股佔26.6％。
- 2015年1月19日，騰訊以每股14.93元，向小米出售金山軟件3530萬股，佔金山全部已發行股本2.98％，總作價約5.27億港元。完成後騰訊對金軟的持股減至9.6％。
- 2015年1月20日，根據工商局的最新信息顯示，騰訊已經全購盛大文學的註冊公司「上海宏文網絡科技有限公司」，收購價格約40～50億人民幣。
- 2015年1月28日，騰訊、中信產業基金、京東、大眾點評及紅杉資本聯合投資3.5億美元，入股內地最大在線外賣訂餐平台「餓了麼」，餓了麼2014年交易總訂單量1.1億，日訂單峰值200萬單，市場占比60％，移動端交易額占比超過75％。
- 2015年2月1日，NBA官方宣布騰訊將以5億美元獲得NBA未來五個賽季的網路獨家直播權，該協定自2015年7月1日起生效。據透露，騰訊除了獲得賽事直播權之外，還得到了在騰訊遊戲平臺改編NBA遊戲的權利。
- 2015年4月17日，騰訊將以52美元（每ADS）認購價值4億美元的58同城新發股票。截止目前，騰訊佔股比例為25.1％（佔股比例為全部發行股票總數完全稀釋後的數量）[23]。
- 2015年4月28日，腾讯宣布推出TencentOS操作系统[24]。
- 2015年4月30日，騰訊斥資1.26億美元（約9.77億港元）入股美國手机遊戲開發商Glu Mobile Inc. 14.6％的股份。
- 2015年6月，騰訊聘用歌手周杰倫擔任旗下代理網遊英雄聯盟的代言人暨明星召喚師，並由周杰倫創作遊戲主題曲。
- 2015年12月18日 - 《英雄聯盟》遊戲開發商Riot Games 宣布，該公司大股東騰訊將全資收購剩餘股份，成為騰訊旗下的全資子公司。

### 2016年
- 2016年5月27日 - 騰訊投資3000萬美元，微影時代投資5500萬美元，分別獲得4.5%與8.2%的股權，成為YG公司的第三、四大股東。
- 2016年6月18日騰訊全資擁有的財團Halti斥資86億美元現金，向日本軟銀收購73.2%、和向若干Supercell員工股東及Supercell的若干前員工，收購《部落衝突》、《海島奇兵》、《部落衝突：皇室戰爭》遊戲開發商芬蘭Supercell12%股權，合共84.3%股權。根據 Supercell 2015 年財報顯示，公司一年內共實現營業收入 23.3 億美元，淨利潤達到 9.64 億美元。
- 2016年6月28日騰訊以每股20.23美元戰略投資易车網（BITA）7.1%股權。
- 2016年7月15日騰訊以現金加注入旗下資產QQ音樂的方式斥資12億美元（約92億港元）增持擁有「酷我音樂」和「酷狗音樂」兩音樂平台的內地音樂流媒體公司China Music Corp（海洋音樂集團）由16%升至約60%股權，交易完成，騰訊在內地網上音樂市場擁有58%市場佔有率。
- 2016年10月16日中航旗下的AVICT HK、中信資本、中信銀行旗下的信銀香港投資、信達資產、浦發銀行、Greater Global、HundredsCell Investment合共斥資8.5億美元（約66.3億港元）現金認購持有Supercell的財團Halti的股份，並擁有50%的投票權，收購完成後，Halti將擁有76.9%的Supercell權益。Halti現時的總資產值為37.2億美元（約290.2億港元）。
- 2016年10月19日騰訊通過聯合控股公司（Naspers控股91%、騰訊控股9%），將印度ibibo公司出售給印度最大在线旅游公司MakeMyTrip，交易结束后，MakeMyTrip将100%控股 ibibo，Naspers和腾讯联合成MakeMyTrip最大股东，控股40%，
- 2016年12月21日騰訊收購泰國最大的門戶網站 Sanook.com，完成收購后公司將更改名為Tencent Thailand LTD“騰訊(泰國)公司”，騰訊持股比例为100%。
- 2016年12月27日北京四維圖新，騰訊及新加坡政府的GIC公司，投資荷蘭汽車導航商Here地圖一成股權。

### 2017年
- 2017年1月20日騰訊及高瓴資本分別收購英傑華香港20%和40%股權。
- 2017年1月24日騰訊公司QQ音樂業務和中國音樂集團（CMC）合併成為新的音樂集團，現已正式更名為騰訊音樂娛樂集團（TME）。
- 2017年3月27日騰訊斥資3.5億美元入股快手。
- 2017年3月28日騰訊斥資17.78億美元（約139億港元）入股特斯拉汽車5.01%（816.75萬股），成為Tesla第五大股東。
- 2017年4月10日微軟、eBay和騰訊控股向向印度電商Flipkart投資14億美元，此輪投資對該公司的融資後估值為116億美元。
- 2017年4月18日騰訊斥資2億美元現金及其他業務資源入股58同城旗下二手交易平臺轉轉。
- 2017年4月21日金山軟件公司以6,262萬美元（約4.85億港元）向騰訊出售遊戲開發業務西山居3981.95萬股或4.34%股權，另外，騰訊擬向西山居其他股東，收購5.56%股權，合計對價約8000萬美元（約6.24億港元）。
- 2017年6月6日騰訊關聯公司以3億元人民幣入股創維數碼間接非全資附屬公司深圳市酷開網絡科技約7.7142%股權。
- 2017年7月2日騰訊斥資4.5億人民幣入股TCL集團旗下子公司深圳市雷鳥科技16.67%股權。
- 2017年7月20日（美國紐約東岸時間），美國財富雜誌公布，該公司截至2017年度財富雜誌全球500大企業，排名為478位[25]。
- 2017年7月30日腾讯以1770万英镑（约合1.563亿人民币）入股英国游戏开发商Frontier Developments 9％股權，这意味着腾讯成为继Frontier CEO David Braben之后的第二大股东。
- 从2017年7月至2017年8月，騰訊提交計劃，擬分拆互聯網出版商閱文集團，將其在港交所上市；將分拆其與搜狐共同持有的中國第二大搜索引擎搜狗，將其在美國上市；另外，銀行家們預測，騰訊將接著進行全球第三大音樂訂閱業務中國音樂集團的上市。[26]
- 2017年8月16日騰訊及中國信達財團以每股6.83元人民幣，斥資110億元人民幣入股中國聯通A股 5.18％股權。
- 2017年8月27日騰訊进行客服大裁员。
- 2017年9月20日騰訊全資附屬公司Tencent Mobility Limited以每股13.8港元，斥資28.64億港元入股中國國際金融股份2.075億股新H股，佔擴大後H股股本約12.01%及全部股本約4.95%。
- 2017年10月20日，騰訊擁有39.7%股權的Sea（原名 Garena）集團，今天正式在紐約證券交易所上市，股票代號 SE，申請時估計融資目標 10 億美元，而發行首日 8.84 億美元的 IPO，Sea集團旗下有3大網路平台，包括電子商務蝦皮購物、數位娛樂Garena，以及電子支付服務AirPay，超過5000名員工分布於台灣、印尼、越南、泰國、菲律賓、馬來西亞、新加坡等東南亞市場提供服務。
- 2017年11月8日騰訊以22億美元（約172億港元）購入閱後即焚軟件Snapchat母公司Snap，1.4578億不具有表決權的A級普通股的Snap股份，相當於Snap股份12%。
- 2017年11月28日，新總部騰訊濱海大廈正式揭幕啟用。
- 2017年12月1日騰訊音樂與瑞典串流音樂平臺Spotify互換股份，Spotify將發行855.24萬股普通股佔7.5%股份以換取價值約9.1億歐元的9%騰訊音樂股份。
- 2017年12月15日張軒松、張軒寧以每股8.81元（人民幣，下同），分別轉讓2.31億股及2.48億股，（即合計4.79億股，占永輝超市總股本的5%）股份予騰訊，轉讓價分別為20.31億元和21.84億元，合共約42.15億人民幣（約49.75億港元）。
- 2017年12月18日騰訊斥資6.04億美元入股唯品會7%股權。

### 2018年
- 2018年1月14日，騰訊2018守護者計劃大會在北京舉行，馬化騰會內表示，騰訊將全面開放自身技術與能力，共同構建「網絡安全共同體」。大會中，公安部、最高法院、最高檢察院、工業和信息化部、中國人民銀行、中國銀聯、順豐控股、中國聯通等宣布加入此計劃[27]。
- 2018年1月19日，谷歌和腾讯达成专利共享协议 （页面存档备份，存于），两大巨头结成联盟。
- 2018年1月29日騰訊旗下林芝騰訊科技以1.875億元人民幣認購永輝雲創科技新增註冊資本增資完成後林芝騰訊科技將持股15%，永輝超市持股46.6%。
- 2018年2月2日騰訊以每股10.48元人民幣購入榮基國際（香港）持有的海瀾之家2.39億股，佔該公司總股本的5.31%，涉及金額24.99億人民幣。
- 2018年2月3日步步高商業連鎖股份有限公司與騰訊計算機系統在深圳市簽署了《戰略合作框架協議》，雙方一致同意建立長期戰略合作夥伴關係。
- 2018年2月5日據工商註冊信息顯示，盛大遊戲在內地的控制實體盛躍網絡科技(上海)有限公司進行了投資人（股權）變更，新增股東為林芝騰訊科技，並新增董事馬曉軼。換言之，盛大已引入騰訊作為新股東。
- 2018年2月7日騰訊突然展开无名行动，多数用户发布文字被无端转入“不合法”状态。
- 2018年2月8日中國網絡遊戲開發商盛大遊戲公布，騰訊以30億元人民幣入股該公司，占註冊資本比率為11.8%。
- 2018年2月14日步步高商業連鎖股份有限公司（002251.SZ）發布公告，公司股東張海霞、新沃基金與騰訊簽署股份轉讓協議，以每股17.1元人民幣合共向後者轉讓公司6%股份，涉資8.87億元人民幣。
- 2018年3月8日騰訊以6.3億美元戰略投資斗魚直播。
- 2018年3月8日騰訊以4.616億美元戰略投資歡聚時代旗下虎牙直播。
- 2018年3月10日騰訊旗下林芝騰訊科技以33.1704億元人民幣入股光線傳媒旗下新麗傳媒27.6420%股權。
- 2018年3月15日騰訊擴展科研戰線，宣布將成立機器人實驗室「Robotics X」，其與AI Lab將會成為騰訊AI產業的雙基礎支撐部門，為騰訊進一步探索虛擬世界與真實世界的載體。
- 2018年3月21日騰訊以每股66歐元，斥資4.5億美金購入育碧5%股權（5591469股）成為育碧股東之一。
- 2018年3月23日騰訊大股東Naspers以每股405港元配售1.8999783億股，佔已發行股本約2%，涉及資金769.4億元，配售完成後，大股東Naspers持倉由33.17%減至31.17%[28]，仍為騰訊的控股股東。
- 2018年3月31日，騰訊向一间持有联营公司拼多多作出额外投资，以10.19亿美元（约等于64.62亿人民幣）認購其8.92%股權。
- 2018年5月29日腾讯出资2.997億人民幣，以8.1元/股的價格受讓常山股份公司股东部分資管份额共占公司总股本2.24%的股權。
- 2018年6月6日騰訊和浙江吉利控股集團有限公司聯合宣布，雙方組成的聯合體以43億人民幣成功中標動車網絡科技有限公司49%股權轉讓項目。
- 2018年8月13日閱文集團以總代價155億人民幣的現金及發行新股，向騰訊旗下Tencent Mobility及新麗管理層成員，全購從事電視劇、網絡劇及電影的製作和發行的新麗傳媒，閱文會以發行新股方式向騰訊支付發行代價。透過收取代價股份後，騰訊佔閱文持股比重將由目前57.63%增至62.42%。
- 2018年9月12日由英傑華伙拍高瓴資本集團及騰訊合組的香港首間網上人壽保險公司Blue今日正式推出，合資比例分別為英傑華香港及高瓴資本各佔四成，騰訊佔餘下兩成。
- 2018年10月1日騰訊及投資公司高瓴資本，向名創優品合共投資10億元人民幣。
- 2018年10月3日騰訊控股以每股12.67美元的价格，認購bilibili新发行的普通股共计25063451股，價值3.176億美元持股量增至12.3%股權。
- 2018年10月4日騰訊和KKR公布，斥最多1.75億美元（約13.65億港元），認購菲律賓電訊公司PLDT旗下數碼科技子公司Voyager Innovations新股。
- 2018年10月8日騰訊向巴西金巴西網上銀行及信用卡營運商Nubank投資1.8億美元，并得到约5%的股份。
- 2018年12月7日，由安踏體育（佔57.95%）、方源資本（佔15.77%）、騰訊（佔5.63%）及加拿大瑜珈服飾品牌露露柠檬創辦人Chip Wilson私人擁有的投資公司（佔20.65%）合組的財團以每股40歐羅現金代價，斥資約46億歐羅（約408億港元）收購芬蘭體育用品商亚玛芬体育。該公司旗下持有網球拍品牌Wilson、行山鞋品牌Salomon、滑雪設備品牌Atomic、戶外用品Arc'teryx，以及運動手錶三大品牌之一Suunto等。[29]
- 2018年12月2日騰訊音樂以每股13美元定價，發行的8200萬股美國預託股份（「ADS」），每股ADS代表兩股公司A類普通股，集資額約10.66億美元。如果承銷商完全行使其超額配售的權利，則本次公開發行的總規模將增至12.3億美元，12日在美國約證券交易所掛牌交易，股票代碼為「TME」，首日收市價報14.00美元，較发行價上漲7.69%，按收市價計算市值約228.94億美元。

### 2019年
- 2019年3月25日騰訊最大股東納斯帕斯將分拆包括持有31.2%騰訊，俄羅斯企業Mail.Ru、德國外賣公司Delivery Hero、電商網站OLX、印度外賣公司Swiggy、美國線上交易平台Letgo、等海外互聯網業務成一家新公司，並於荷蘭阿姆斯特丹泛歐交易所上市，納斯帕斯將持有新公司的75%股份，其餘25%為流動股份，新公司市值將高達1400億美元，成為歐洲最大的互聯網公司。
- 2019年4月3日長安汽車、中國第一汽車集團、東風汽車、騰訊、阿里巴巴集團、蘇寧、深圳世嘉利資產管理有限公司、無錫飛葉投資有限公司，咸寧榮巽智慧出行產業投資基金，南京恒創雲智網絡科技有限公司，南京領行股權投資管理有限公司共同斥資97.6億元成立合夥企業南京領行股權投資管理有限公司，以發展新能源汽車為主的共享出行產業
- 2019年5月23日，騰訊控股收購瑞典遊戲開發商Sharkmob，但未公佈收購金額。
- 2019年7月26日騰訊开展“绿萝行动”，对用户开展“智能”检测，2019年秋季入学的中、大学生遭遇严重冲击，多数学生仅仅因为同学较多，在留联系方式时被错误封停，但是腾讯没有做出解释。
- 2019年8月30日，騰訊集團與江門市人民政府簽署戰略合作協議。建設智慧城市“雲+中台”項目——wecity未来城市。
- 2019年9月5日騰訊以1.2億美元參與客戶關系管理軟件銷售易的E輪融資。
- 2019年9月23日騰訊透過將可換股債券轉換為股份，增持控制芬蘭遊戲開發商Supercell的財團股份權益，由50%增加至51.2%。轉換完成後，財團將成為騰訊附屬公司。
- 2019年9月30日，挪威游戏开发商Funcom（英语：Funcom）确认腾讯收购了其公司的29%股份，成为该公司的最大股东。

#### 股價跌勢反映中美熊市開始
- 2018年，港交所（香港交易所）資料顯示，騰訊控股有限公司的股價在一年內有向下走勢。由2月1日開始仆直，7月起插水。近52周，最高價HK$476.600及10月的最低價HK$265.000。[30]唯有不同建制媒體及經濟報導發功「唱好」，《香港01》聲言騰訊有秘密武器[31]《瑞信窩輪》指騰訊回軟，要留意[32]而有主流香港媒體涉質疑，《東方》指騰訊控股到10月15日都沒有公布回購股份。《AM730》甚至出現「拿騰訊填海」的報導，指騰訊是中美貿易戰如何害死中港美平民股民。另外，財經雜誌《炒股幫》在8月份的一期封面故事，更直批騰訊祗值185元。[33]
- 2019年11月15日，騰訊以2,310萬英鎊（約2.32億港元）向私募基金Perwyn Bidco購入英國遊戲開發商Sumo Group1,500股股票，佔其已發行股本的9.96％。

### 2020年
- 7月15日，腾讯突然无故封停用户，事后腾讯少有地进行了一次道歉。但是后期依然有大批用户受到影响。
- 11月23日，QQ关停悄悄话功能。

### 2021年
- 3月11日，樂天向腾讯旗下的子公司Image Frame Investment（HK）Limited配售5738.3萬股，佔已發行股份的3.65％，雙方將在數碼娛樂和電商領域展開合作。
- 7月12日，雲頂新耀（1952）宣布與騰訊達成戰略商業合作夥伴關係，探索以數字化創新方式優化對患者和醫藥健康提供者的服務，包括與患者和醫療專業人士共同開展相關疾病，特別是針對各種癌症、腎病和嚴重感染性疾病的健康教育[34]。

### 2022年
- 2月，腾讯发布了一款团购内测工具“鹅享团”[35]。
- 9月27日，腾讯长三角人工智能先进计算中心及生态产业园项目北区8栋楼基本完工，其中7号、8号楼已经投入使用，1万余台服务器正常运行。[36]
- 10月27日，国家市场监管总局官网发布《2022年10月17日-10月23日无条件批准经营者集中案件列表》，批准联通创新创业投资有限公司与深圳市腾讯产业创投有限公司新设合营企业[37]。这一消息发布后，有评论担心腾讯未来会被国有化，乃至进入新的“公私合营”[38][39]；不过也有评论指出腾讯并非第一次与国有企业合作，不必恐慌[40]。

## 公司治理

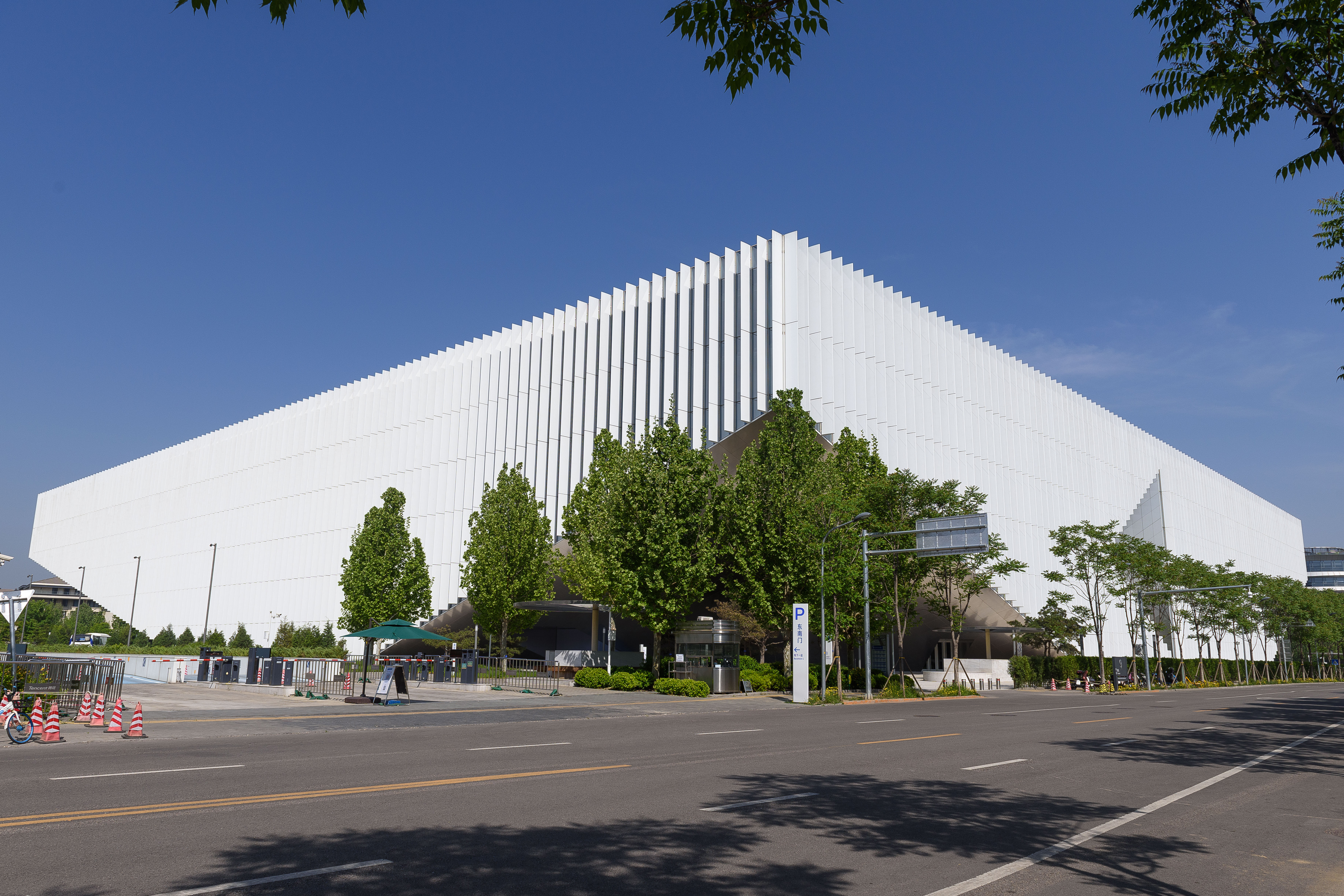
腾讯北京总部大楼

腾讯的总部目前是位于深圳市南山区的腾讯滨海大厦。腾讯还在北京、上海、成都和广州设有分部。
2011年，中国共产党腾讯科技（深圳）有限公司委员会成立，下属党总支12个、党支部106个，党员5593人，占员工总数的19.8%。

### 组织架构

#### 1998年-2005年
主要分为渠道、业务、研发、基础架构部门，另设行政、人力资源、内部审计、信息等职能部门。首席运营官（COO）管理渠道和业务，首席技术官（CTO）管理研发和基础架构，CEO统一协调。

#### 2005年-2012年
2005年，腾讯展开了第一次大规模的组织变革，由职能式改为业务系统（Business Unit）式。总体架构分为业务系统B线和平台研发系统R线，B线和R线下设不同的业务单元，业务发展较为独立。在这样的架构下，腾讯形成了双重分工系统，横向是业务分工，纵向则是决策分工。
| 系统                | 业务分工       | 职能/产品                        |
| ------------------- | -------------- | -------------------------------- |
| 职能系统            | S1职能线       | 企业行政事务                     |
| 职能系统            | S2财经线       | 企业财务审计工作                 |
| 职能系统            | S3HR与管理线   | 企业人力资源管理                 |
| 业务系统（B线）     | B0企业发展系统 | 企业战略制定及对外业务           |
| 业务系统（B线）     | B1无线业务     | 手机QQ、手机QQ空间、手机QQ音乐等 |
| 业务系统（B线）     | B2互联网业务   | QQ空间（网页版）、拍拍网等       |
| 业务系统（B线）     | B3互动娱乐业务 | 网络游戏                         |
| 业务系统（B线）     | B4网络媒体业务 | 腾讯网、腾讯视频、腾讯微博等     |
| 平台研发系统（R线） | R0平台研发部   | QQ邮箱                           |
| 平台研发系统（R线） | R1即时通信     | QQ电脑版                         |
| 平台研发系统（R线） | R2搜索业务     | 搜搜                             |
| 运营平台系统        | O1基础运营线   |                                  |
| 运营平台系统        | O2专业架构线   |                                  |

#### 2012年-2018年
2012年，腾讯对自身组织架构进行了7年以来最大规模的调整，以产品为导向的业务系统制升级为事业群制，对原有业务进行了较为彻底的梳理与重构。这套管理模式是由腾讯总裁刘炽平从国际先进企业中引进，也借鉴了麦肯锡等咨询公司的意见。重组后，现有业务划分成企业发展事业群（CDG）、互动娱乐事业群（IEG）、移动互联网事业群（MIG）、网络媒体事业群（OMG）、社交网络事业群（SNG），整合原有的研发和运营平台，成立新的技术工程事业群（TEG），并成立腾讯电商控股公司（ECC）专注运营电子商务业务。2014年5月6日，腾讯成立微信事业群（WXG），并撤销腾讯电商控股公司，将实物电商业务并至腾讯入股的京东公司，O2O业务并至微信事业群。
| 事业群                                                  | 职责                                       | 主要产品                                               |
| ------------------------------------------------------- | ------------------------------------------ | ------------------------------------------------------ |
| 企业发展事业群（Corporate Development Group, CDG）      | 新业务孵化、新业态探索平台                 | 财付通、腾讯理财通、腾讯自选股、微证券、腾讯社交广告等 |
| 互动娱乐事业群（Interactive Entertainment Group，IEG）  | 游戏、影视、电竞等互动娱乐业务             | 腾讯游戏、腾讯文学、腾讯动漫、腾讯影业等               |
| 移动互联网事业群（Mobile Internet Group，MIG）          | 移动互联网、安全及工具类平台业务           | 手机QQ浏览器、腾讯手机管家、应用宝等                   |
| 网络媒体事业群（Online Media Group，OMG）               | 网络媒体业务                               | 腾讯网、腾讯视频、腾讯新闻客户端等                     |
| 社交网络事业群（Social Network Group，SNG）             | 以QQ和QQ空间为基础打造大社交平台           | QQ、QQ空间、QQ音乐等                                   |
| 技术工程事业群（Technology and Engineering Group，TEG） | 为公司内部及各事业群提供技术及运营平台支撑 | 腾讯大数据、腾讯AI Lab等                               |
| 微信事业群（WeiXin Group，WXG）                         | 微信生态体系的搭建和运营                   | 微信、QQ邮箱等                                         |

#### 2018年至今
2018年9月30日，腾讯宣布开始新一轮架构调整，原有七大事业群中的业务按属性重新分类合并，新建：
- 云与智慧产业事业群（CSIG，即Cloud and Smart Industries Group）
  - 整合腾讯云、互联网+、智慧零售、教育、医疗、安全和LBS等行业解决方案。
- 平台与内容事业群（PCG，即Platform and Content Group）
  - 原社交网络事业群（SNG）、原移动互联网事业群（MIG）、原网络媒体事业群（OMG），重组。

原有的企业发展事业群（CDG）、互动娱乐事业群（IEG）、技术工程事业群（TEG）、微信事业群（WXG）则保留。

## 业务体系

### 即时通讯软件

#### QQ
腾讯QQ，原名OICQ，是腾讯公司创始人马化腾于1999年开发的即时通讯软件。因与另一款1996年11月开发的即时通讯软件ICQ（目前ICQ已经归AOL旗下所有，腾讯间接控股）名字相似而被控侵权。雖然腾讯最終勝诉，但仍然將 OICQ 更名为 QQ。

#### 微信
微信是腾讯旗下针对智能手机平台开发的带有网络社交功能的即时通讯应用，後來拓展到多樣化的生活平台。由张小龙担任部门负责人。

### 遊戲開發
騰訊遊戲成立於2003年。

### 教育
腾讯开心鼠英语项目（ABCmouse），2021年11月階段性停售。

### 其他
- 騰訊文檔，2018年上線[50]
- 騰訊翻譯君，成立於2016年[51]

### 名品堂
“名品堂” 是腾讯代表公司级里程碑产品的最高荣誉，于2015年设立。名品堂的入选名单在每年年底的腾讯公司员工大会上揭晓，获奖的产品运营团队将收到重量级奖金激励。截至2018年，共有12项产品获得此项荣誉。
|        | 入选名品堂产品 | 入选名品堂产品     | 入选名品堂产品 | 入选名品堂产品 |
| ------ | -------------- | ------------------ | -------------- | -------------- |
| 2015年 | 腾讯手机管家   | 手机QQ浏览器       | 微信公众平台   | 腾讯新闻客户端 |
| 2016年 | 应用宝         | 微信支付           | 王者荣耀       |                |
| 2017年 | 穿越火线       | 全民K歌            |                |                |
| 2018年 | 微信小程序     | 绝地求生：刺激战场 | 腾讯视频       |                |

## 戰略投資
| 1. Snapchat母公司Snap(持股14.96%) 2. KakaoTalk（持股約13.84％） 3. Supercell（持股70.03%） 4. Sumo Digital（持股100％） 5. VISUAL ARTS（持股100%) 6. SHIFT UP（持股35%) 7. Bloober Team（持股22％）波蘭遊戲開發商 8. Marvelous（持股20%股權） 9. FromSoftware（持股16.25%股權） 10. Grinding Gear Games（持股80%股權）流亡黯道開發商 11. Mundfish（持股數未公開） 12. Turtle Rock工作室（持股100％） 13. 科雷娛樂 14. Dontnod Entertainment（持22.63%股權） 15. Epic Games（持股48.4％股權） 16. 育碧 （持股9.9％股權） 17. 魁匠團 （持股11.5％股權） 18. 祖龍娛樂 （持股16.88%股權） 19. Pati Games（持股15.33%） 20. Pocket Gems（持股38%） 21. Netmarble Games（持股17.7%股權） 22. VinaGame（持股22.34％股權） 23. Fireforge（持股37%） 24. Frontier Developments（持股9％股權） 25. 4:33 Creative Lab 26. Grinding Gear Games（持股80%） 27. Paradox Interactive（持股5%股權） 28. Sumo Group（持股9.96%股權） 29. Funcom（持股29%股權） 30. Fatshark（持股36%股權） 31. 世紀華通（持股10％股權） 32. 艾鳴網路遊戲（持股16.84％股權） 33. 天锋网络（持股18％股權） 34. 飛魚科技（持股10％股權） 35. 百奧家庭互動（持股12％股權） 36. 創夢天地（港交所：1119）（持股20.65％股權） 37. 任玩堂（持股15.88％股權） 38. 影之月（持股14.5％股權） 39. 像素軟件（持股14.56％股權） 40. 西山居（持股9.9％股權） 41. 盛大遊戲（持股11,8％股權） 42. 成都格斗科技（持股12％股權） 43. 上海木七七網絡科技（持股10％股權） 44. 上海润梦网络科技（持股19.25％股權） 45. 阿哇龍科技（持股12.69999%股權） 46. 广州银汉科技（持股8％股權） 47. 浙江無端科技 48. 深蓝互动（持股20％股權） 49. 北京网元圣唐娱乐科技（持股20％股權） 50. 樂遊科技（持股100％股權） 51. 廣州谷得網絡科技（持股11.25％股權） 52. 擎天柱网络科技（持股44.6％股權） 53. 深圳市苏摩科技有限公司（持股7.35％股權） 54. 星创互联（北京）科技有限公司（持股37.22％股權） 55. 冬海集團（持股21.41%） 56. Discord 57. Riot Games（持股100％） 58. Glu Mobile（持股14.6％） 59. 搜狗（持股100％） 60. Burberry空·間 61. 京东商城（NASDAQ：JD）（持股 2.3%） 62. 唯品會（持股9.8%） 63. 樂天 (Rakuten)（持股3.65%） 64. 萌店（持股2.14%） 65. 易久批（持股9.67%） 66. 震坤行（持股8.86219%） 67. 美麗聯合集團（持股17.03%）擁有「美麗說」「蘑菇街及「淘世界三大電商」 68. 58趕集擁有「58同城及「趕集網（持有33.7%投票權益） 69. 安居客（持有14.1%） 70. 轉轉58同城旗下二手交易平臺（持有24.7%） 71. 拼多多（持股15.97%） 72. 多點Dmall 73. 銷售易 74. 乐刻运动（持股3.61%股權） 75. 赢销通（持股10%股權） 76. 酒小二（持股12.18%股權） 77. 買賣寶科技（持股47.53%股權） 78. 孩子王儿童用品股份有限公司（持股3%股權） 79. 小紅書社區電商平臺 80. 美團-大眾點評17.2%（10.54億股B類股）擁有「美團網及大眾點評網二大生活服務業電商平台」 81. 北京口袋時尚科技有限公司（持股10%）擁有「口袋購物及微店二大電商平台」 82. 杭州埃米網絡科技有限公司（持股8.92%）擁有「拼好貨 83. 盛成妈妈网（持股23.75%） 84. 蒂姆·霍頓斯中国 85. 和府捞面 12.02% 86. 海瀾之家5.31% 87. 永輝超市5% 88. 永輝雲創15% 89. 永輝彩食15% 90. 百佳永輝10% 91. 老百姓大藥房1.07% 92. 步步高商業連鎖6% 93. 名創優品3.76% 94. Flipkart（已出售） 95. roseonly8.49% 96. 最美花开 97. 天天中彩票（持股19.9%） 98. 興盛優先 99. 每日優鮮21.06% 100. 誼品生鮮 101. 好樂買 102. 微拍堂 103. 上海丙晟科技有限公司42.58% 104. 樂居控股：LEJU（持股15％）入股價1.8億美元 105. 鏈家地產（持股2,32％） 106. 貝殼找房（持股10.8％） 107. 世茂服務（持股4.67％） 108. 雲景文旅（持股40％） 109. 馬蜂窩 110. 同程藝龍（持股21.61％） 111. 印度MakeMyTrip（已出售） 112. 易车網（：BITA）（持股7.1%） 113. 滴滴出行（持股6.8％） 114. 汇通天下物联G7（持股20%） 115. Ola Cabs（持股9.57％） 116. Go-Jek（持股3.58％） 117. 摩拜單車（已出售） 118. 满帮擁有「貨車幫及運滿滿 119. 特斯拉汽車（持股5％） 120. 汽車街 121. 易骑换电（持股8.93924%） 122. 灿谷(CANG)（持股10.47%） 123. 宽途车网（持股5%） 124. 途虎養車 125. 有车以后（持股13.46891%） 126. 車好多集團 127. 和諧富騰（持股30％） 128. 浙江愛車公司（和諧富騰持股55%，和諧汽車持股45%） 129. 綠野汽車（已被查封） 130. 上海愛馳憶維汽車 131. 蔚來汽車8.26% 132. 易車68.42% 133. 威馬汽車2.14% 134. Momenta自動駕駛公司 135. 國鐵吉訊科技有限公司10% 136. 瀋陽美行科技10% 137. 微鯨科技9.5% 138. 網羅天下生活科技有限公司（持26.64%股權） 139. 順網科技深交所：300113（持3.77％股權） 140. 華彩控股港交所：1371（持股5.93％） 141. 華南城港交所：1668）（持股11.78%） 142. 萬達商業（持股4.12％） 143. 金山軟件港交所：3888（持7.81％股權） 144. 獵豹移動（持16.85％股權） 145. 微盟集團港交所：2013（持7.76％股權） 146. 中國有贊港交所：8083（持6.7％股權） 147. 華誼兄弟深交所：300027（持8.03％股權） 148. 華誼騰訊娛樂港交所：419（持15.68％股權） 149. 海雲捷訊（持股8.77359%） 150. 數碼天空科技（10.26％經濟權益， 0.51％總投票權） 151. 閱文集團港交所：772（持股57.57%股權）擁有「盛大文學」及新麗傳媒 152. 北京7印象文化傳媒有限公司（持10％股權） 153. 恆騰網絡（持19.7%股權） 154. 儒意影業（持100％股權）擁有國內首家會員訂閱制視頻平臺「南瓜電影」 155. 趣頭條（持股6.6％） 156. 百漫文化（持股49.58%） 157. 哇唧唧哇娛樂文化（持股16%） 158. 天天快报 159. 梨視頻（持12.24％） 160. 喜馬拉雅FM（持股5.4％） 161. iflix 162. 檸萌影業（持股17.79％） 163. 猫饼短視頻剪輯產品 164. bilibili（持11.38%股權） 165. 猫布丁文化（持股18.91892%） 166. 貓眼娛樂13.77%擁有貓眼電影及微影時代 167. 優揚文化傳媒（持9%股權） 168. 知乎（持12.02%股權） 169. Kik 170. hike Messenger 171. reddit 172. Soul (應用程式)（持49.9%股權和25.7%投票權） 173. 快手17.53％ 174. 寰亞傳媒集團2.96％ 175. 騰訊音樂娛樂集團（持49.06%股權）擁有「酷我音樂」和「酷狗音樂」兩音樂平台 176. 索尼音樂娛樂（持38％股權） 177. 環球音樂集團（持20％股權） 178. 華納音樂集團（占A类普通股的10.4%或总股本的1.6%） 179. Liquid State電音專輯出版公司 180. Spotify7.5% 181. MX Player 182. Joox 183. 大宇无限科技（持13.8%股權）擁有「Zapee」和「Snaptube」 184. Skydance Media荷里活電影公司（持10％股權） 185. Gaana印度音樂公司 186. 江蘇原力動畫製作股份有限公司（持12.38股權） 187. 角川集團（486萬股或6.86%股權） 188. 廣州天聞角川動漫有限公司（持38.70%股權） 189. 灵河影视制作（持25%股權） 190. 企鵝影視（持100%股權） 191. 廣東南方新媒體股份有限公司（持10.34%股權） 192. YG娛樂韩交所：122870（持股4.5%） 193. Mail.Ru（持股7.8％） 194. 財新傳媒（持股5.83%） 195. 中文在線（持股10%） 196. 未来电视有限公司(ICNTV)（持股20％） 197. 泰捷软件（持股39％） 198. 小鱼易连（持股11.27%） 199. 武汉鲨鱼网络直播技术有限公司（持股55.25％） 200. 浙江齐聚科技有限公司（持股16.03％） 201. 鬥魚網37.53% 202. 龍珠直播（持股5.83%）]20% 203. 虎牙直播（擁有70.1%的投票權） 204. 開心網 205. 香港討論區及Uwants的非控制股權 206. 微醫集團掛號網（持股8.88%） 207. 企鵝杏仁集團 208. 企鵝醫生（北京騰康滙醫科技有限公司）（持股39.71%） 209. 微泰医疗 210. 神州数码医疗（持股18.08079%） 211. 思派健康科技（持股27.67％） 212. 北京圆心科技集团有限公司（持19.73141%股權） 213. 森亿智能（持10.34%股權） 214. 泰國Ookbee U 215. 泰國sanook 216. 雷鳥科技(16.67%股權） 217. 優必選科技 218. 高燈科技（原名，高朋）（持股20.01371%） 219. 上海安暢網絡科技（持股16.63%） 220. 北京云跡科技（持股12,5%） 221. 北京凌雲雀科技（持股5.68%） 222. 北京明略软件系统（持股13.02%） 223. 深圳碳雲智能科技（持股8.64%） 224. Essential 225. 涂鸦智能（持股10.8%） 226. 看準網（持股8.6%）擁有「Boss直聘 227. 微盛（持股16.7%） 228. 紫羚云（持股15.55556%） 229. 动视云（持股21.74971%） 230. ZEALER（持股13.11%） 231. 乐蛙科技 232. 上海大数据股份（持股14.70588%） 233. 微盟集團（持股7.95%） 234. 逸家潔（持股11.26％） 235. 常山股份（持股2.24％） 236. 益盟股份（持股19.12％） 237. 聯易融科技（持股18.89%） 238. 雪球科技（持股20％） 239. 好買財富（持股28.26%） 240. 金證財富南京科技有限公司（持股8％） 241. 湖南五八金融服务有限公司（持股12％） 242. 易鑫資本港交所：2858（持股20.9％） 243. 易信资本 244. 中信資本控股有限公司（持23％） 245. 中國國際金融股份（港交所：3908）（持股4.95％） 246. 富途證券NASDAQ：FUTU（持股21.86%） 247. 中國郵政儲蓄銀行（港交所：1658）（持股0.19％） 248. 和泰人壽（透過全資子公司北京英克必成科技有限公司持有）15% 249. 微民保險代理（持股57.8％） 250. 眾安保險港交所：6060（持股10.2054%） 251. Blue (保險公司)（持股20％） 252. 水滴公司（持21.06%股權）擁有水滴互助水滴籌水滴公益水滴保險商城 253. A-Fund基金 254. QTrade（持股39.98325%） 255. 富融銀行(Fusion Bank Limited) 256. 微众银行（持股30％） 257. 德国N26银行（持股2.86%） 258. 意大利Satispay（持股6%） 259. KAKAKO BANK（持股3.21%） 260. 巴西Nubank 261. 阿根廷流動付款平台Uala 262. 深圳市人保騰訊麥盛能源投資基金（持股24.5％） 263. 腾讯EC 264. 法大大 265. 盛燦科技4% 266. Skydance10% 267. 永杨安风（北京）科技有限公司12.69% 268. 北京醋溜网络科技10.06% 269. 猿輔導15.41％ 270. 美術寶15.92933% 271. 眾樂童樂30％ 272. Udemy網上課程平台 273. 易思宜學（持股25%） 274. 多知網（持股12.82%） 275. 金苗網（持股49%） 276. 高頓教育（持股7%） 277. 腾讯开心鼠英语(ABCmouse) 278. 新東方在線（持股9.62%） 279. wecity未来城市 280. 分答 1. 深圳市騰訊信達有限合夥企業（有限合夥）63.62%（間接持有中國聯通A股5.2%） 2. 掌趣科技2.01% 3. 四维图新 深交所：002405（持9.950％股權） |

## 争议
腾讯旗下的軟件平台如微信、王者榮耀等均引起不少爭議。當中包括對監控使用者私隱、洩露私隱予中國內地政府作審查用途、遊戲角色冒犯歷史人物等。

## 外部連結
- Tencent 騰訊 （页面存档备份，存于）